# 山本猛夫

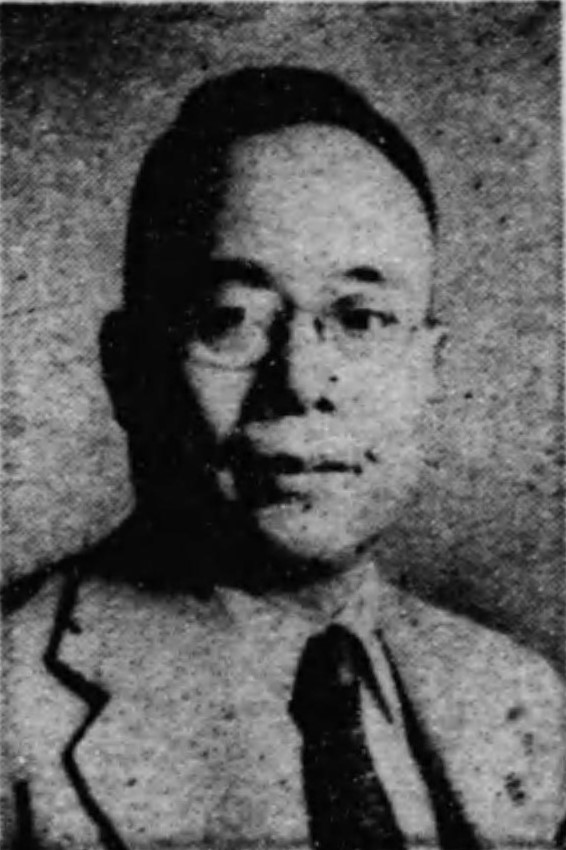
山本猛夫

山本 猛夫（やまもと たけお、1903年6月12日 - 1989年7月26日）は、日本の政治家。衆議院議員（5期）。	

## 経歴
東京都生まれ、もしくは岩手県盛岡市出身。1923年、日本大学政治科卒業。時事新報社、毎日新聞社政治部記者を務めたのち、東洋鋼材工業社長、東京製糖社長となる。1943年の東京都発足直後の東京都会議員選挙に立候補したが、落選した。1947年、第23回衆議院議員総選挙岩手1区に民主党から出て、初当選。以後5期務めた。1950年、衆議院懲罰委員長。同年7月、第3次吉田第1次改造内閣郵政政務次官。1951年、第3次吉田第2次改造内閣郵政政務次官。1952年、衆議院議事進行係。1956年、松浦董子（旧華族・元久邇邦久の妻）と結婚。1966年、董子の側から申し出され離婚。1974年、勲二等瑞宝章受章。1989年、死去。

## 選挙経歴
- 1947年-第23回衆議院議員総選挙 岩手1区 当選（民主党）
- 1949年-第24回衆議院議員総選挙当選（民主自由党）
- 1952年-第25回衆議院議員総選挙落選（自由党）
- 1953年-第26回衆議院議員総選挙落選（鳩山自由党）
- 1955年2月-第27回衆議院議員総選挙落選（日本民主党）
  - 6月-繰上当選
- 1958年-第28回衆議院議員総選挙当選（自由民主党）
- 1960年-第29回衆議院議員総選挙当選
- 1963年-第30回衆議院議員総選挙落選
- 1967年-第31回衆議院議員総選挙落選（無所属）
- 1969年-第32回衆議院議員総選挙落選（自由民主党）
- 1972年-第33回衆議院議員総選挙落選（無所属）
- 1976年-第34回衆議院議員総選挙落選（日本民主党）

## 役職
- 民主自由党情報部長
- 民主自由党選挙対策部長
- 民主自由党遊説部長
- 自由民主党総務
- 日本大学本部顧問

## その他
- 戦犯死刑囚助命のため、ローマ法王に謁見している。